# Peervormig langdraadwatje
Het peervormig langdraadwatje (Hemitrichia abietina) is een slijmzwam uit de familie Trichiidae. Het komt voor in naaldbos en gemengd bos. Het leeft saprotroof op dood hout.

## Kenmerken

### Uiterlijke kenmerken
De sporothecia hebben een diameter van 0,3 tot 0,7 mm. Het peridium is zeer dun, fragiel, transparant en een onregelmatige opening aan de bovenkant. De steel is indien aanwezig kort.
Het plasmodium is roze.

### Microscopische kenmerken
De sporen zijn in bulk geel. De sporen zijn bolvormig, duidelijk wrattig en fijn gereticuleerd, lichtgeel tot lichtbruin van kleur en meten 8-10(12) µm in diameter met uitsteeksels tot 0,5-1 µm hoogte. Het capillitium bestaat uit een open netwerk van weinig vertakte, anastomoserende filamenten, geel tot geelbruin, met 2-4 subregelmatige en gladde spiraalvormige banden met een dikte van (3) 5-6 µm.

## Verspreiding
In Nederland komt het peervormig langdraadwatje uiterst zeldzaam voor.